# Ktrace
ktrace es una utilidad incluida con ciertas versiones de BSD y macOS que rastrea la interacción del kernel con un programa y la descarga en el disco para fines de depuración y análisis. Las operaciones rastreadas del kernel incluyen llamadas al sistema, traducciones de nombres, procesamiento de señales y E/S.
ktrace es algo similar a la strace de Linux, excepto por ser mucho más rápido  –  con strace, cada llamada al sistema ejecutada por el programa rastreado requiere un cambio de contexto al programa de rastreo y viceversa, mientras que el rastreo con ktrace es realizado por el núcleo, por lo que no se requieren cambios de contexto adicionales.    
Los archivos de rastreo generados por ktrace (denominados ktrace.out de forma predeterminada) se pueden ver en forma legible para las personas utilizando la utilidad kdump.
Desde Mac OS X 10.5 Leopard, ktrace ha sido reemplazado por DTrace. 